# Stigmaphyllon alternans
Stigmaphyllon alternans är en tvåhjärtbladig växtart som beskrevs av Jules Émile Planchon och Triana. Stigmaphyllon alternans ingår i släktet Stigmaphyllon och familjen Malpighiaceae. Inga underarter finns listade i Catalogue of Life.